# Plateumaris affinis
Plateumaris affinis är en skalbaggsart som först beskrevs av Kunze 1818.  Plateumaris affinis ingår i släktet Plateumaris, och familjen bladbaggar. Enligt den finländska rödlistan är arten nationellt utdöd i Finland. Arten är reproducerande i Sverige. Artens livsmiljö är strandängar vid sötvatten.